# Tiếng Dacia
Tiếng Dacia là một ngôn ngữ Ấn-Âu đã tuyệt chủng, từng được nói tại khu vực dãy núi Karpat trong khoảng thời gian từ khoảng 3000–1500 TCN. Nó có lẽ từng là ngôn ngữ chính tại các vùng Dacia, Moesia và lân cận.
Tuy có sự thống nhất trong giới học giả rằng đây là một ngôn ngữ Ấn-Âu, có nhiều ý kiến khác nhau về vị trí của nó trong hệ: (1) tiếng Dacia là phương ngữ của tiếng Thracia, hoặc ngược lại (theo Baldi (1983) và Trask (2000)), (2) tiếng Dacia là một ngôn ngữ riệng biệt với tiếng Thracia nhưng có quan hệ gần với nhau, (3) tiếng Dacia, Thracia, và các ngôn ngữ Balt languages cùng nhau tạo nên một nhánh (theo Schall (1974), Duridanov (1976), Radulescu (1987) và Mayer (1996)). Theo giả tuyết của Georgiev (1977) tiếng Dacia là tiền thân của tiếng Albania, có quan hệ gần với tiếng Thracia và khác biệt với tiếng Illyria.
Những gì đã biết về tiếng Dacia là rất ít ỏi. Không như tiếng Phrygia (có hơn 200 bản ghi), chỉ một bản ghi tiếng Dacia còn sót lại đến nay. Khoảng 1.150 tên riêng và 900 địa danh có thể mang gốc Dacia. Vài trăm từ trong tiếng România và tiếng Albania bắt nguồn từ những ngôn ngữ Cổ Balkan, trong đó có tiếng Dacia. Các nhà ngôn ngữ học đã phục dựng khoảng 100 từ tiếng Dacia từ địa danh, nhờ phương pháp so sánh.

### Cổ đại
- Ammianus Marcellinus Res Gestae (ca. 395)
- Dioscorides De Materia Medica (ca. AD 80)
- Jordanes Getica (ca. 550)
- Pliny (the Elder) (2000) [77-79 AD]. Natural history Volume 2, Issues 3-7. Harvard University Press.
- Ptolemy Geographia (ca. 140)
- Pseudo-Apuleius De Herbarum Virtutibus (5th c.)
- Sextus Aurelius Victor De Caesaribus (361)
- Strabo Geographica (ca. AD 20)
- Tacitus Germania (ca. 100)
- Zosimus Historia Nova (ca. 500)

### Hiện đại
- Academic American encyclopedia. Quyển 10. Grolier Incorporated. 1994. tr. 198. ISBN 978-0-7172-2053-3.
- Almássy, Katalin (2006). "Celts and Dacians(?) In the Great Hungarian Plain 1st c. BC to 1st c. AD" (PDF). Trong Salac, V.; Bemman, J. (biên tập). Mitteleuropa in Zeit Marbods.
- Antoniewicz, Jerzy (1966). "Tribal Territories of the Baltic People in the Hallstatt – La Tène and Roman Periods in the Light of Archaeology and Toponymy". Acta Baltico-Slavica. 4–5.
- Appel, René; Muysken, Pieter (2006). Language Contact and Bilangualism. Amsterdam University Press. ISBN 978-90-5356-857-6.
- Asenova, Petja (1999). Bulgarian in Handbuch der Südosteuropa-Linguistik. Wiesbaden, Harrassowitz. ISBN 978-3-447-03939-0.
- Asher, R. E.; Simpson, J. M. Y. (1994). The Encyclopedia of Language and Linguistics. Quyển 3. Pergamon Press. ISBN 978-0-08-035943-4.
- Avery, Catherine (1972). The New Century handbook of classical geography. Appleton-Century-Crofts.
- Baldi, Philip (1983). An Introduction to the Indo-European Languages. Southern Illinois University Press. ISBN 978-0-8093-1091-3.
- Batty, Roger (2007). Rome and the Nomads. The Pontic-Danubian Realm in Antiquity. Oxford University Press. ISBN 978-019814936-1.
- Bazovski, Igor (2008), Celts, the Iron Age Warriors (summary of review), SNM (Slovak National Museum)
- "The Beginnings of the History of the Romanian People". Anale de Istorie (4). 1976. ISSN 1010-5506.[cần số trang]
- Berenger, Jean (1994). A History of the Habsburg Empire 1273–1700. Longman Group United Kingdom. ISBN 978-0-582-09009-5.
- Berindei, Dan; Candea, Virgil (2001). Mostenirea timpurilor indepartate (bằng tiếng Romania). Editura Enciclopedica. ISBN 978-973450381-0.
- Best, Jan G. P.; de Vries, Nanny M. W., biên tập (1989). Thracians and Mycenaeans: Proceedings of the Fourth International Congress of Thracology Rotterdam, 24–ngày 26 tháng 9 năm 1984. Brill Academic. ISBN 978-90-04-08864-1.
- Boia, Lucian (2001). History and Myth in Romanian Consciousness. Central European University Press. tr. 103–105. ISBN 963-9116-97-1.
- Bolovan, Ioan; Constantiniu, Florin; Michelson, Paul E.; và đồng nghiệp (1997). Treptow, Kurt (biên tập). A History of Romania. East European Monographs. ISBN 978-0-88033-345-0.
- Bosworth, A.B. (1980). A Historical Commentary on Arrian's History of Alexander Volume 1: Commentary on Books I-III. Oxford: Clarendon Press. ISBN 978-019814828-9.
- Bowman, Alan K.; Champlin, Edward; Lintott, Andrew, biên tập (1996). The Cambridge Ancient History. Quyển 10. Cambridge University Press. ISBN 978-052126430-3.
- Brixhe, Claude (1994). "Le Phrygien". Trong Bader, Fr (biên tập). Langues indo-européennes (bằng tiếng Pháp). Paris: CNRS Éditions. tr. 165–178. ISBN 978-227105043-4.
- Brixhe, Claude (2008). "Phrygian". Trong Woodard, Roger D. (biên tập). The Ancient Languages of Asia Minor. Cambridge University Press. ISBN 978-0-521-68496-5.
- Bulei, Ion (2005). A short history of Romania. Bucharest; Meronia Publishers. ISBN 978-973-9884-41-9.
- Bunbury, Sir Edward Herbert (1979) [First published 1883]. A history of ancient geography among the Greeks and Romans: from the earliest ages till the fall of the Roman Empire. Quyển 2. J. C. Gieben.
- Bynon, Thelma (1974). Historical Linguistics.
- Campbell, George L. (1998). Concise Compendium of the World's Languages. London: Routledge. ISBN 978-0-415-16049-0.
- Carnap-Bornheim, Claus (2003). Kontakt, Kooperation, Konflikt: Germanen und Sarmaten zwischen dem 1. und dem 4. Jahrhundert nach Christus (bằng tiếng Đức). Wachholtz. ISBN 978-352901871-8.
- Childe, V. Gordon (1930). The Bronze Age. Biblo & Tannen Publishers. ISBN 978-0-8196-0123-0.
- "Congrese Dacologie: Dacia Revival". Bản gốc lưu trữ ngày 15 tháng 7 năm 2012. Truy cập ngày 24 tháng 7 năm 2012.
- Crossland, R.A. (1982). "Linguistic problems of the Balkan area in the late prehistoric and early Classical period". Trong Boardman, John (biên tập). The Cambridge Ancient History Volume 3, Part 1. Cambridge University Press. ISBN 978-0-521-22496-3.
- Daicoviciu, Hadrian (1972). Dacii (bằng tiếng Romania). Editura Enciclopedică Română.
- "Dėl žynio Žalmokšio vardo kilmės". Vydos Vartai Yogi.lt (bằng tiếng Litva). ngày 3 tháng 4 năm 2012.
- DEX (bằng tiếng Romania). Institute of Linguistics of the Romanian Academy. 2016. ISBN 978-606-704-161-3.
- Dobiáš, Josef (1964). Dějiny československého území před vystoupením Slovanů. Nakl. Československé akademie věd.
- Du Nay, André (1977). The early history of the Rumanian language. ISBN 978-093310403-7 – qua Internet Archive.
- Dumitrescu, V.L.; Bolomey, A.; Mogosanu, F. (1982). "The Prehistory of Romania: from the earliest times to 1000 B.C". Trong Boardman, John; Edwards, I. E. S.; Hammond, N.G.L.; Sollberger, E. (biên tập). The Cambridge Ancient History. Quyển 3. Cambridge University Press. ISBN 978-0-521-22496-3.
- Duridanov, Ivan (1969). Die Thrakisch- und Dakisch-Baltischen Sprachbeziehungen (bằng tiếng Đức).
- Duridanov, Ivan (1976).  Езикът на Траките [The language of the Thracians] (bằng tiếng Bulgaria).
- Duridanov, Ivan (1985). Die Sprache der Thraker [The language of the Thracians]. Bulgarische Sammlung (bằng tiếng Đức). Quyển 5. Hieronymus Verlag. ISBN 3-88893-031-6.
- Edwards, I. E. S.; Gadd, C. J.; Hammond, N. G. L. (1971). The Cambridge Ancient History. Volume 1, Part 2: Early History of the Middle East. Cambridge University Press. ISBN 978-0-521-07791-0 – qua Internet Archive.
- Ehrich, Robert W. (1970). Some Indo-European Speaking Groups of the Middle. Danube and the Balkans: Their Boundaries as Related to Cultural Geography Through Time. University of Pennsylvania Press.
- Fisher, Iancu (2003). Les substrats et leur influence sur les langues romanes: la Romania du Sud-Est / Substrate und ihre Wirkung auf die romanischen Sprachen: Sudostromania in Romanische Sprachgeschichte (bằng tiếng Pháp). Mouton De Gruyter. ISBN 978-3-11-014694-3.
- Fol, Alexander (1996). Thracians, Celts, Illyrians and Dacians in History of Humanity: From Seventh Century B.C. to the Seventh Century A.D. Bernan Assoc. ISBN 978-92-3-102812-0.
- Fraser, P.M (1959). Samothrace: no. 1. The inscriptions on stone edited by Karl Lehmann, Phyllis Williams Lehmann. Pantheon Books.
- Georgiev, Vladimir (1960). "Raporturile dintre limbile dacă, tracă şi frigiană". Studii Clasice (bằng tiếng Romania). II: 39–58.
- Georgiev, Vladimir (1972). "The Earliest Ethnological Situation of the Balkan Peninsula as Evidenced by Linguistic and Onomastic Data". Aspects of the Balkans: continuity and change edited by Birnbaum Henrik and Vryonis Speros. Mouton.
- Georgiev, Vladimir (1977). Trakite i technijat ezik/Les Thraces et leur langue [The Thracians and their language] (bằng tiếng Bulgaria và Pháp). Sofia, Bulgaria: Izdatelstvo na Bălgarskata Akademija na naukite.
- Georgiev, Vladimir (1981). Introduction to the history of the Indo-European languages. Bulgarian Academy. ISBN 978-953517261-1.
- Gimbutas, Marija (1963). "Linguistic and Historic Background". the Balts. London: Thames & Hudson. Bản gốc lưu trữ ngày 4 tháng 2 năm 2012.
- Giurescu, Constantin C.; Giurescu, Dinu C. (1974). Istoria Românilor: Din cele mai vechi timpuri pînă la întemeierea statelor românești (bằng tiếng Romania). Editura Stiintifica.
- Gruen, Erich S. (2011). Rethinking the Other in Antiquity. Princeton University Press. ISBN 978-069114852-6.
- Heather, Peter, biên tập (1999). The Visigoths from the Migration Period to the Seventh Century: An Ethnographic Perspective. The Boydell Press / Center for Interdisciplinary Research on Social Stress. ISBN 978-085115762-7.
- Heather, Peter (2009). Empires and Barbarians: The Fall of Rome and the Birth of Europe. Oxford and New York: Oxford University Press. ISBN 978-0-19-989226-6.
- Heather, Peter (2010). Empires and Barbarians: Migration, Development, and the Birth of Europe. Oxford University Press. ISBN 978-0-19-973560-0.
- Hehn, Victor (1976) [First published 1885]. Cultivated plants and domesticated animals in their migration from Asia to Europe: historico-linguistic studies. Historico-linguistic studies. Quyển 7. John Benjamins. doi:10.1075/acil.7. ISBN 978-90-272-0871-2.; originally Culturpflanzen und Haustiere in ihrem Übergang aus Asien nach Griechenland und Italien sowie das übrige Europa: Historisch-linguistische Skizzen. Berlin: Gebr. Borntraeger, 1885
- Hoddinott, R.F. (1989). "Thracians, Mycenaeans and 'The Trojan Question'". Trong Best, Jan G. P.; de Vries, Nanny M. W. (biên tập). Thracians and Mycenaeans: Proceedings of the Fourth International Congress of Thracology Rotterdam, 24–ngày 26 tháng 9 năm 1984. Brill Academic. ISBN 978-90-04-08864-1.
- Hrushevskyi, Mykhailo (1997). History of Ukraine-Rus'. Canadian Institute of Ukrainian Studies Press. ISBN 978-1-895571-19-6.
- "Image". Bản gốc lưu trữ ngày 30 tháng 9 năm 2007.
- Jones, A. H. M. (1964). The Later Roman Empire, 284–602. Oxford: Basil Blackwell.
- Katičić, Radoslav; Križman, Mate (1976). Ancient languages of the Balkans. The Hague; Paris: Mouton – qua Internet Archive.
- Lengyel, Alfonz; Radan, George T.; Barkóczi, László; Bónis, Eva B. (1980). Lengyel, Alfonz; Radan, George (biên tập). The Archaeology of Roman Pannonia. University Press of Kentucky. ISBN 978-081311370-8.
- Lloshi, Xhevat (1999). "Albanian". Trong Hinrichs, Uwe (biên tập). Handbuch der Südosteuropa Linguistik (bằng tiếng Đức). Quyển 10. Harrassowitz. ISBN 978-344703939-0. (online?)
- Madgearu, Alexandu; Gordon, Martin (2007). The Wars of the Balkan Peninsula: Their Medieval Origins. Scarecrow Press. ISBN 978-0-8108-5846-6 – qua Internet Archive.
- Magocsi, Paul R.; Pop, Ivan (2002). Encyclopedia of Rusyn History and Culture. University of Toronto Press. ISBN 978-080203566-0.
- Mallory, J. P. (1989). In Search of the Indo-Europeans: Language, Archaeology, and Myth. Thames and Hudson. ISBN 978-050005052-1 – qua Internet Archive.
- Mattern, Susan P. (2002). Rome and the Enemy: Imperial Strategy in the Principate. Berkeley, California: University of California Press. ISBN 0-520-23683-1.
- Mayer, H.E. (1992). "Dacian and Thracian as southern Baltoidic". Lituanus. 38 (2). ISSN 0024-5089. Bản gốc lưu trữ ngày 16 tháng 12 năm 2017. Truy cập ngày 7 tháng 1 năm 2023.
- Mayer, H.E. (1996). "South Baltic". Lituanus. 42 (2). Bản gốc lưu trữ ngày 13 tháng 5 năm 2021. Truy cập ngày 4 tháng 10 năm 2017.
- Mayer, H.E. (1997). "Balts and Carpathians". Lituanus. 43 (2). Bản gốc lưu trữ ngày 13 tháng 5 năm 2021. Truy cập ngày 7 tháng 1 năm 2023.
- Mayer, H.E. (1999). "Dr. Harvey E. Mayer, February 1999".
- McHenry, Robert, biên tập (1993). The New Encyclopaedia Britannica: Macropaedia. Encyclopædia Britannica. ISBN 978-0-85229-571-7.
- Mielczarek, Mariusz (1989). Ancient Greek coins found in Central, Eastern, and Northern Europe. Zakład Narodowy Imienia Ossolińskich. ISBN 83-04-03042-X.
- Mihailov, G (2008). "Thrace before the Persian entry into Europe". The Cambridge Ancient History. Quyển 3 Part 2. Cambridge University Press. ISBN 978-052122717-9.
- Milewski, Tadeusz (1969). Teils. Panstwowe Wydawn Naukowe, Poland.
- Mocsy, Andras (1974). Pannonia and Upper Moesia: History of the Middle Danube Provinces of the Roman Empire. Routledge & Kegan Paul Books. ISBN 978-0-7100-7714-1.
- Momigliano, Arnaldo (1984) [First published 1960]. Secondo contributo alla storia degli studi classici (bằng tiếng Anh và Ý). Rome: Edizioni di Storia e Letteratura. ISBN 978-888498846-1.
- Mountain, Harry (1998). The Celtic Encyclopedia. Universal Publishers. ISBN 978-1-58112-890-1.
- Müllenhoff, Karl (1856). Ueber die Weltkarte und Chorographie des Kaiser Augustus: Feier des Geburtstatges seiner Majestät des Konigs Frederik's VII (bằng tiếng Đức). Kiel Druck von C.F. Mohr.
- Muller, Karl, biên tập (1883). Claudi Ptolomaei Geographia.
- Nandris, John (1976). "The Dacian Iron Age A Comment in a European Context". Festschrift für Richard Pittioni zum siebzigsten Geburtstag. Wien, Deuticke, Horn, Berger. ISBN 978-3-7005-4420-3.
- Nicolet, Claude (1991). Space, Geography, and Politics in the Early Roman Empire. Univ of Michigan. ISBN 978-0-472-10096-5 – qua Internet Archive.
- Oltean, Ioana Adina (2007). Dacia: landscape, colonisation and romanisation. Routledge. ISBN 978-0-415-41252-0.
- Opreanu, C. (1997). "Roman Dacia and its barbarian neighbours. Economic and diplomatic relations". Roman frontier studies 1995: proceedings of the XVIth International Congress of Roman Frontier Studies. tr. 247–252. ISBN 978-190018847-0.
- Paliga, Sorin (1986). The social structure of the South-East European Societies in the Middle Ages. A Linguistic View. Quyển s 26–29. Linguistica.
- Panayotou, A. (2007). "Greek and Thracian". A History of Ancient Greek: From the Beginnings to Late Antiquity. Cambridge University Press. ISBN 978-0-521-83307-3.
- Papazoglu, Fanula (1978). The Central Balkan Tribes in Pre-Roman Times: Triballi, Autariatae, Dardanians, Scordisci, & Moesians. Stansfield-Popovic, Mary biên dịch. John Benjamins North America. ISBN 978-90-256-0793-7.
- Pelletier, André (1985). La Médecine en Gaule: villes d'eaux, sanctuaires des eaux (bằng tiếng Pháp). Paris: Picard. ISBN 978-270840115-0.
- Petrescu-Dîmbovița, Mircea (1978). Scurta istorie a Daciei Preromane. Junimea.
- Pieta, Karol (1982). Die Puchov Kultur. Archäologisches Institut der Slowakischen Akademie der Wissenschaften zu Nitra. tr. 204–209.
- Poghirc, Cicerone (1983). Frisch, Helmut (biên tập). Philologica et linguistica: ausgewählte Aufsätze (1953-1983). N. Brockmeyer. ISBN 388339356-8.
- Poghirc, Cicerone (1986). "Dioscoride et Pseudo-Apulee Temoins des debuts de la differenciation dans la Romania". Linguistique générale et linguistique romane: histoire de la grammaire: actes du XVIIe Congrès international de linguistique et philologie romanes, Aix-en-Provence, 29 août-3 septembre 1983 (bằng tiếng Pháp). Wechselnde Verleger.
- Poghirc, Cicerone (1989). "Considerations chrono-geographiques sur l'oscillation a/o en Thrace et en Daco-Mesien". Trong Best, Jan G. P.; de Vries, Nanny M. W. (biên tập). Thracians and Mycenaeans: Proceedings of the Fourth International Congress of Thracology Rotterdam, 24–ngày 26 tháng 9 năm 1984. Brill Academic. ISBN 978-90-04-08864-1.
- Polomé, Edgar C. (1982). "Balkan Languages (Illyrian, Thracian and Daco-Moesian)". Trong Boardman, John (biên tập). Cambridge Ancient History. Volume 3, Part 1, The Prehistory of the Balkans, the Middle East and the Aegean World, Tenth to Eighth Centuries BC (ấn bản thứ 2). tr. 866–888. ISBN 978-0-521-22496-3.
- Polomé, Edgar C. (1983). "The Linguistic Situation in the Western Provinces of the Roman Empire". Trong Haase, Wolfgang (biên tập). Sprache Und Literatur (Sprachen Und Schriften). Walter de Gruyter. tr. 509–553. ISBN 978-3-11-009525-8.
- Pop, Ioan Aurel; Nägler, Thomas, biên tập (2005). The History of Transylvania: Until 1541. Romanian Cultural Institute. ISBN 978-973-7784-00-1.
- Popescu-Spineni, Marin (1987). Rumänien in seinen geographischen und kartographischen Quellen: vom Altertum bis an die Schwelle unseres Jahrhunderts [Romania in geographical and cartographic sources from ancient times to the turn of our century] (bằng tiếng Đức). O. Harassowitz. ISBN 978-3-447-02582-9.
- Poultney, James W. (1968). "Introduzione alia storia delle Iingue indeuropee by Vladimir I. Georgiev, 1966. Reviewed by James W. Poultney". Language. 44: 334–342. doi:10.2307/411629. JSTOR 411629.
- Price, Glanville, biên tập (1998). An Encyclopedia of the Languages of Europe. Wiley–Blackwell. ISBN 978-063119286-2.
- Rădulescu, Mircea-Mihai (1984). "Illyrian, Thracian, Daco-Mysian, the substratum of Romanian and Albanian". Journal of Indo-European Studies. ISSN 0092-2323.
- Rădulescu, Mircea-Mihai (1987). "The Indo-European position of Illyrian, Daco-Mysian and Thracian: A historica-methodological approach". Journal of Indo-European Studies. ISSN 0092-2323.
- Renfrew, A.C. (1987). Archaeology and Language: The Puzzle of Indo-European Origins . Cambridge University Press. ISBN 978-052135432-5.
- Renfrew, Colin (1990). Archaeology and Language: The Puzzle of Indo-European Origins . Cambridge University Press. ISBN 978-052138675-3.
- de Rosales, Jurate, biên tập (2015). Europos šaknys [European Roots] (bằng tiếng Litva). ISBN 978-609814816-9.
- de Rosales, Jurate, biên tập (2020). Las raíces de Europa [European Roots] (bằng tiếng Tây Ban Nha). Kálathos ediciones. ISBN 978-841218614-7.
- Rosetti, A. (1982). La linguistique Balkanique in Revue roumaine de linguistique (bằng tiếng Pháp). Quyển 27. Editions de l'Academie de la RSR.
- Rosetti, Alexandru (1978). Istoria limbii române: De la origini pina in sec XVII (bằng tiếng Romania). Editura Stiintifica si Enciclopedica.
- Rosetti, Alexandru; Graur, Alexandru (1969). Istoria limbii române. Quyển 2. Editura Academiei Romania.
- Russu, I. I. (1967). Limba traco-dacilor. Bucharest: Editura Ştiinţifică.
- Russu, Ion Iosif (1963). "Die Ortsnamen der Balkanhalbinsel in De Aedificiis". Revue de Linguistique. VIII: 123–132.
- Russu, Ion Iosif (1969). Die Sprache der Thrako-Daker (bằng tiếng Đức).
- Săvescu, Napoleon. "Noi nu suntem urmașii Romei" (bằng tiếng Romania).
- Schütte, Gudmund (1917). Ptolemy's maps of northern Europe: a reconstruction of the prototypes. H. Hagerup – qua Internet Archive.
- Schütte, Gudmund (1952). "A Ptolemaic Riddle Solved". Classica et Mediaevalia. Quyển 13 (ấn bản thứ 1). Gyldendal.
- "Search: 'AE+1905%2C+00014'". Epigraphik-Datenbank Clauss / Slaby EDCS. Bản gốc lưu trữ ngày 29 tháng 4 năm 2012. Truy cập ngày 26 tháng 4 năm 2012.
- Shashi, Shyam Singh (1992). Encyclopaedia of humanities and social sciences. Quyển 25. Anmol Publications.
- Shchukin, Mark B. (1989). Rome and the Barbarians in Central and Eastern Europe: 1st Century B.C. - 1st Century A.D. B.A.R. International Series. Oxford: BAR Publishing. ISBN 978-086054690-0.
- Shelley, William Scott (1997). The Origins of the Europeans: Classical Observations in Culture and Personality. International Scholars Publications. ISBN 978-157309221-0.
- Strabo (1917–1961) [c. AD 20]. Jones, Horace Leonard (biên tập). The geography of Strabo. Loeb Classical Library 49, 50, 182, 196, 211, 223, 241, 267. Quyển 1. Jones, Horace Leonard; Sterrett, John Robert Sitlington biên dịch. William Heinemann and Harvard University Press – qua Internet Archive.
- "Strabo Geography, Book VII, Chapter 3". Truy cập ngày 29 tháng 1 năm 2011.
- Tacheva, Margarita (1997). "The Thracian Bessi domo et militiae". Živa Antika – Antiquité Vivante. Skopje: Živa antika. ISSN 0514-7727.
- Talbert, Richard J.A., biên tập (2000). Barrington Atlas of the Greek and Roman World. Princeton University Press. ISBN 978-069103169-9.
- Taylor, Timothy (2001). "Northeastern European Iron Age, Dacian". Encyclopedia of prehistory (ấn bản thứ 1). Springer. ISBN 978-030646258-0.
- Theodossiev, Nikola (2000). North-Western Thrace from the Fifth to First Centuries BC. British Archaeological Reports International Series. BAR Publishing. ISBN 978-184171060-0.
- Toma, Corina (2007). "Repertoriu orientativ al descoperirilor dacice de pe teritoriul Ungariei" [A Catalogue of the Dacian Period Discoveries Found in the Territory of Hungary]. Crisia (bằng tiếng Romania và Anh). Muzeul Ţării Crişurilor: 65–77. ISSN 1016-2798.
- Tomaschek, Wilhelm (1883). "Les Restes de la langue dace". Le Muséon (bằng tiếng Pháp). 2. Louvain, Belgium: Société des lettres et des sciences.
- Toporov, Vladimir Nikolayevich (1973).  К фракийско-балтийским языковым параллелям. [Towards Thracian-Baltic language parallels] (bằng tiếng Nga). Balkan linguistics [Балканское языкознание]. tr. 51–52.
- Trask, Robert Lawrence (2000). Dictionary of Historical and Comparative Linguistics. Edinburgh University Press. ISBN 978-0-7486-1001-3.
- Turnvvald, K. (1968). Die Balten des vorgeschichtlichen Mitteleuropas (bằng tiếng Đức). Riga.{{Chú thích sách}}:  Quản lý CS1: địa điểm thiếu nhà xuất bản (liên kết)
- Twist, Clint (2001). Raftery, Barry (biên tập). Philip's Atlas of the Celts. London: George Philip. ISBN 978-0-5400-7880-6.
- Urbańczyk, Przemyslaw (1997). Origins of Central Europe. Warsaw. ISBN 83-85463-56-9.
- Urbańczyk, Przemysław, biên tập (2001). Europe Around the Year 1000. Institute of Archeology and Ethnology; Polish Academy of Sciences. ISBN 978-837181211-8.
- Van Antwerp Fine, John (2000). The early medieval Balkans: a critical survey from the sixth to the late twelfth century. Ann Arbor: Univ. of Michigan Press. ISBN 978-0-472-08149-3.
- Visy, Z. (1995). "Luftbildarchäologie am römischen Limes in Ungarn". Trong Kunow, J. (biên tập). Luftbildarchäologie in Ost- und Mitteleuropa. Forschungen zur Archäologie im Land Brandenburg (bằng tiếng Đức). Brandenburgisches Landesamt für Denkmalpflege. tr. 213–218. ISBN 978-391001108-3.
- Vyčinienė, Daiva. "Relationships Between Lithuanian And Balkan Schwebungs-Diaphonie: Interdisciplinary Search Key". tr. 122.
- Wald, Lucia; Sluşanschi, Dan; Băltăceanu, Francisca (1987). Introducere în studiul limbii şi culturii indo-europene (bằng tiếng Romania). Editura Științifică și Enciclopedică.
- Waldman, Carl; Mason, Catherine (2006). Encyclopedia of European Peoples. Facts on File. ISBN 978-0-8160-4964-6.
- Walters, E. Garrison (1988). The other Europe: Eastern Europe to 1945. Syracuse, NY: Syracuse University Press. ISBN 978-0-8156-2440-0.
- Witczak, Krzysztof Tomasz (1994). "Proto-Albanian and the problem of the Albanian nation". Bulletin de la Société polonaise de linguistique. 50–52.